# Krilnik
Krilnik je bio najviši čin u Ustaškoj vojnici Nezavisne Države Hrvatske. 

## Uporaba
Ispod čina krilnika bio je čin pukovnika te stoga čin krilnika u neku ruku može biti ravan činu brigadnog generala u ostalim vojskama. Ovaj čin koristio se i prije 2. svjetskog rata u UHRO-u od osnutka 1929. godine pa sve do sloma NDH 1945. godine.
Čin krilnika, kao i ostali činovi oružanih snaga NDH, su kratkotrajno korišteni od HOS-a u početku Domovinskog rata, ali su od toga odustali u korist službenih oznaka činova regularne Hrvatske vojske.  

## Nositelji čina
Najpoznatiji krilnici bili su: 
- Slavko Kvaternik
- Ante Vokić
- Stjepan Duić (posmrtno)[1][2]
- Jure Francetić (posmrtno)
- Blaž Kraljević (posmrtno)